# Anisognathus melanogenys
La tangara de Santa Marta, cachaquito de mejillas negras, tangará serrana o clarinero serrano (Anisognathus melanogenys), es una especie de ave paseriforme de la familia Thraupidae, perteneciente al  género Anisognathus. Es endémica de las montañas de la Sierra Nevada de Santa Marta, en Colombia.

## Hábitat
Esta especie es considerada común en su hábitat natural: el borde del bosque de montaña con abundancia de musgos, bosques secundarios y claros arbustivos, entre los 1600 y 3200 m de altitud.

## Descripción
Mide en promedio 18,5 cm de longitud. Presenta corona y nuca azules; mejillas negras con una pequeña mancha amarilla bajo el ojo; dorso azul oscuro grisáceo; partes inferiores amarillo dorado y muslos negros.

## Sistemática

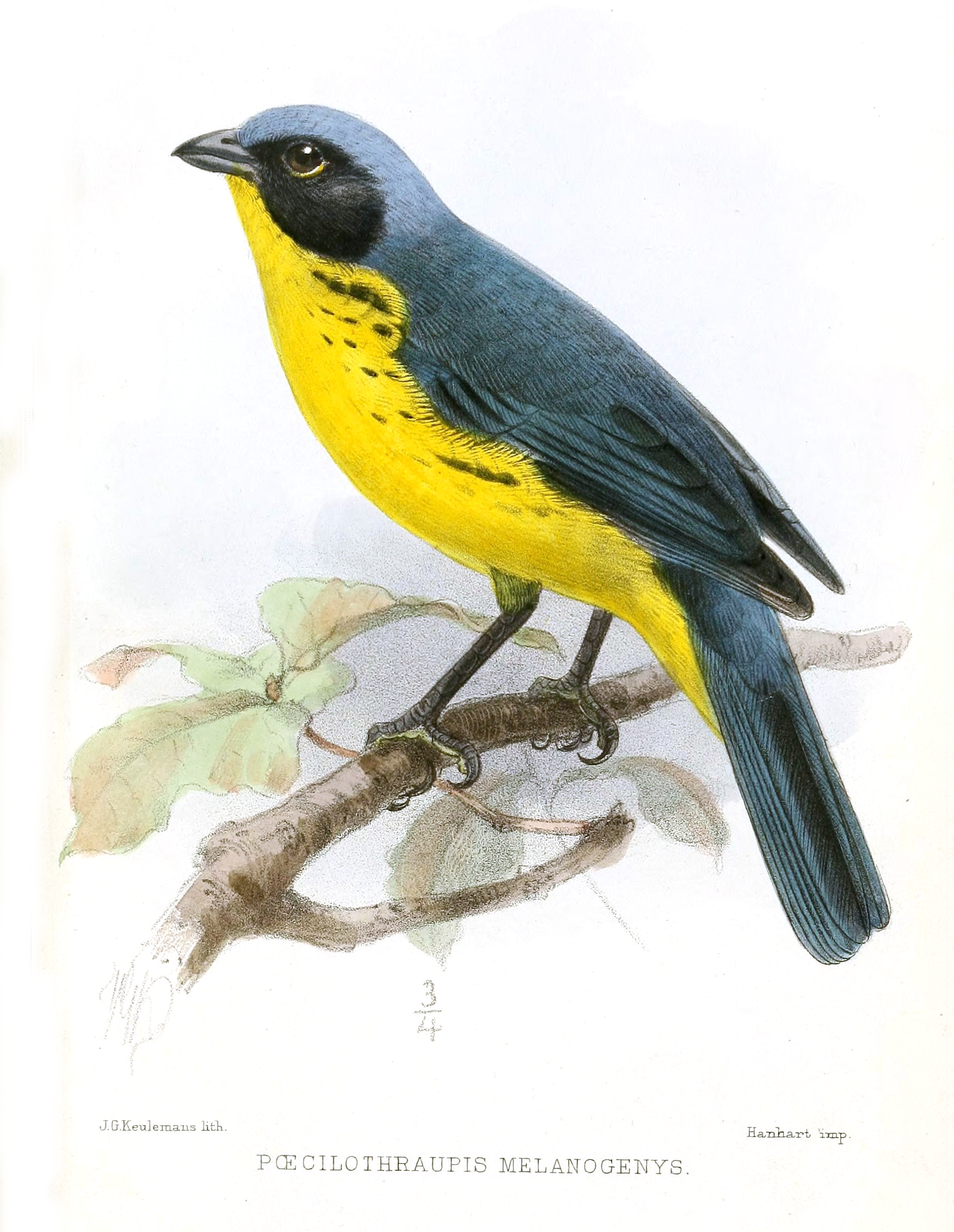
Poecilothraupis melanogenys = Anisognathus melanogenys, ilustración de Keulemans para The Ibis, 1880.

### Descripción original
La especie A. melanogenys fue descrita por primera vez por los zoólogos británicos Osbert Salvin y Frederick DuCane Godman en 1880 bajo el nombre científico Poecilothraupis melanogenys; su localidad tipo es: «cerca de San Sebastián, 8000 pies [c. 2440 m], Sierra Nevada de Santa Marta, Colombia».

### Etimología
El nombre genérico masculino «Anisognathus» se compone de las palabras griegas «anisos»: desigual, y «gnathos»: mandíbula inferior; y el nombre de la especie «melanogenys» se compone de las palabras griegas «melas»: negro, y «genus»: mejilla.

### Taxonomía
Es monotípica. Los amplios estudios filogenéticos recientes de Burns et al. (2014) demuestran que la presente especie es hermana del par formado por Anisognathus lacrymosus y A. igniventris.